# Irun
Irun (tradus literalmente din basca veche orașul întărit; în spaniolă Irún) este un oraș în regiunea Bajo Bidasoa din provincia Guipúzcoa, aflată în Țara Bascilor, Spania. 
În prezent, se consideră că pe locul localității a dăinuit orașul roman Oiasso. Fiind unul dintre cele mai mari orașe din provincie, Irun este situat în apropiere imediată de hotarul Spaniei cu Franța, pe cursul râului Bidasoa. Amplasarea lângă graniță a făcut din oraș un important centru comercial și un nod rutier și feroviar. Aici rețeaua feroviară franceză SNCF este unită cu cea spaniolă — RENFE. Economia este dominată de construcțiile de mașini și electrotehnică, industria cimentului, textilă, ceramică și metalurgică.

## Personalități născute aici
- Luis Mariano (1914-1970) – actor, cântăreț de operetă (tenor)
- Oier Olazábal (n. 1989) – fotbalist.